# گیوم بلو
گیوم بلو (فرانسوی: Guillaume Blot‎؛ زادهٔ ۲۸ مارس ۱۹۸۵) دوچرخه‌سوار اهل فرانسه است.